# Breitscheidplatz
Breitscheidtplatz è una piazza di Berlino, nel quartiere di Charlottenburg.
È dedicata a Rudolf Breitscheid, esponente socialdemocratico martire del nazionalsocialismo. Fino al 1947 era chiamata Auguste-Viktoria-Platz.
La piazza è considerata il centro del Neuer Westen ("nuovo ovest"), la zona commerciale borghese sorta alla fine del XIX secolo. Ai tempi della divisione della città, la piazza costituiva il centro commerciale, e simbolico, di Berlino Ovest.
Tutti gli edifici della piazza risalgono agli anni cinquanta e sessanta del XX secolo. Al centro sorge la rovina della Gedächtniskirche, affiancata dalla chiesa moderna. Il lato orientale della piazza è dominato dal centro commerciale Europa-Center.
Si dipartono dalla piazza alcune importanti strade, fra cui il Kurfürstendamm e la Tauentzienstraße. Sono nei pressi il Zoologischer Garten Berlin e la stazione ferroviaria di Berlino Giardino Zoologico.